# Stebne (obwód iwanofrankiwski)
Stebne (Stebnie, ukr. Стебні, Stebni) – wieś na Ukrainie w obwodzie iwanofrankiwskim, w rejonie wierchowińskim, nad Białym Czeremoszem.
Centrum administracyjne rady wiejskiej. W 2001 roku miejscowość liczyła 904 mieszkańców.

## Geografia
Miejscowość położona nad brzegiem Białego Czeremoszu, około 600 m n.p.m. w rejonie Karpat Pokucko-Bukowińskich, przy drodze P62 (Wierchowina – Czerniowce). 
Na północ od miejscowości znajdują się Uścieryki, na zachód – Krasnoiła i Perechrestne, na południe – Kochan i Dołhopole. Po drugiej stronie rzeki na południowy wschód od wsi Stebne leżą drugie Stebne.
Najbliższa stacja kolejowa znajduje się w oddalonej o 26 km Wyżnicy.

## Historia
Pierwsza historyczna wzmianka o miejscowości pochodzi z 1731 roku W Rzeczypospolitej Obojga Narodów wieś wchodziła w skład starostwa niegrodowego z centrum w Kutach, położonego w ziemi halickiej województwa ruskiego. 
Po I rozbiorze (1772) wieś znalazła się w monarchii Habsburgów. Na przełomie XIX/XX w. leżała w powiecie kosowskim Królestwa Galicji i Lodomerii. Pod koniec XIX wieku mieszkało tu 363 Rusinów, 11 Niemców i 2 Polaków.
W II Rzeczypospolitej wieś tworzyła początkowo gminę wiejską Stebne. 1 sierpnia 1934 roku w ramach reformy na podstawie ustawy scaleniowej została włączona do gminy wiejskiej Jasienów Górny w powiecie kosowskim, w województwie stanisławowskim. W 1921 roku gmina liczyła 593 mieszkańców i znajdowało się w niej 118 budynków mieszkalnych. 583 osób deklarowało narodowość rusińską, 9 – żydowską, 2 – polską.
Po II wojnie światowej Stebne znalazły się w granicach Ukraińskiej SRR, a po 1991 roku – niepodległej Ukrainy. W latach 1956–1993 wieś nosiła nazwę Stebniw.